# SMS Jaguar
la SMS Jaguar est une canonnière de la marine impériale allemande de classe Iltis mise en service en 1898 et coulée en 1914.
Ses sister-ships étaient les SMS Iltis, SMS Tiger, SMS Luchs, SMS Panther et SMS Eber. Elles étaient spécialement conçues pour les expéditions de l'Empire colonial allemand.

## Historique
La Jaguar sort des chantiers navals Schichau-Werke de Dantzig en 1898. Elle mesure 62 m de long sur 9,1 m de large et 3,3 m de tirant d'eau, pour un tonnage de 900 t. Elle est prévue pour servir en Extrême-Orient et dans le Pacifique et part de Kiel, le 1er juin 1899, pour rejoindre les îles Carolines, les îles Mariannes, et les îles Palau, nouvelles possessions de l'Empire, pour y hisser le drapeau allemand. Elle quitte Singapour pour Makassar, et Ambon, et ensuite traverse le détroit de Torrès pour finalement jeter l'ancre le 13 septembre à Herbertshöhe en Nouvelle-Poméranie, qui faisait partie de la colonie allemande de Nouvelle-Guinée et était le port principal de l'archipel Bismarck.
Elle quitte le port le 29 septembre avec le gouverneur von Bennigsen à bord et fait hisser solennellement le drapeau impérial le 13 octobre suivant dans le ciel de Ponape, aux Carolines, le 3 novembre à Yap, le 17 novembre à Saipan. Elle poursuit ensuite son voyage vers l'Extrême-Orient et arrive le 30 novembre à Shanghai, où elle s'arrête pour révisions. Elle entre le 4 janvier 1900 à Tsingtao (concession allemande au nord-est de la Chine), sous les ordres de l'escadre d'Extrême-Orient (Ostasiengeschwader). La situation est fort difficile à cause de la révolte des Boxers qui sèment la terreur dans tout le pays.
La Jaguar ne cesse pendant l'année 1900 et l'année 1901 de parcourir les côtes et les ports du nord et du sud de la Chine, pour tenter d'assurer la sécurité des sujets allemands ou européens, mais parfois trop tard. Elle stationne surtout dans le fleuve Yang-Tsé. L'année suivante, elle est en mission en Corée et au Japon, et s'arrête notamment à Nagasaki pour révisions. S'ensuit alors une période où elle est surtout en service au sud de la Chine. Elle quitte Shanghai, le 15 octobre 1908, où l'administration coloniale allemande avait commandé un nouveau bateau de guerre et se rend à Hebertshöhe pour emmener le nouveau gouverneur, le docteur Hahl, ainsi que des membres de la petite troupe de police indigène, à Ponape, pour mettre fin à des troubles. Elle est sur le chemin de retour le 9 décembre et demeure à Hebertshöhe, jusqu'au 27 décembre. Elle parcourt ensuite différents endroits des Mariannes et des Carolines.
La canonnière est de retour à Hebertshöhe le 12 mars 1909, avec mission de se rendre à Samoa. Elle y retrouve, le 28 mars suivant, les croiseurs SMS Leipzig et SMS Arcona, afin de mettre rapidement de l'ordre dans l'île et de prendre à bord les quelques fauteurs de trouble pour les emmener en prison à Jaluit. Elle retourne ensuite sur ses points de stationnement et puis revient en Chine en mai.
La canonnière rejoint des unités britanniques en décembre 1910 qui doivent lutter contre une rébellion dans la région d'Hankéou et y demeure, jusqu'en février 1911. Lorsque la révolution éclate, la Jaguar reçoit l'ordre de surveiller les alentours du consulat allemand de Fou-Tchéou et emplit aussi des missions plus au sud. Elle est ainsi à Canton le 15 octobre 1911 accompagnée de la SMS Tsingtau, au plus fort des événements, avec la flottille internationale, dont les canonnières françaises l’Argus et la Vigilante, trois canonnières américaines (dont la USS Wilmington (en)) et deux canonnières britanniques.
Les années suivantes, elle parcourt différents endroits de Chine, en particulier le Yang-Tsé. Lorsque survient la crise de 1914, elle est à Hankéou et retourne donc à Tsingtao, le 19 juillet. Elle doit cependant se rendre à Shanghai pour réparations sur un chantier naval britannique, et retourne le 4 août à Tsingtao. Elle s'y trouve lorsque la Première Guerre mondiale commence.

## Première Guerre mondiale

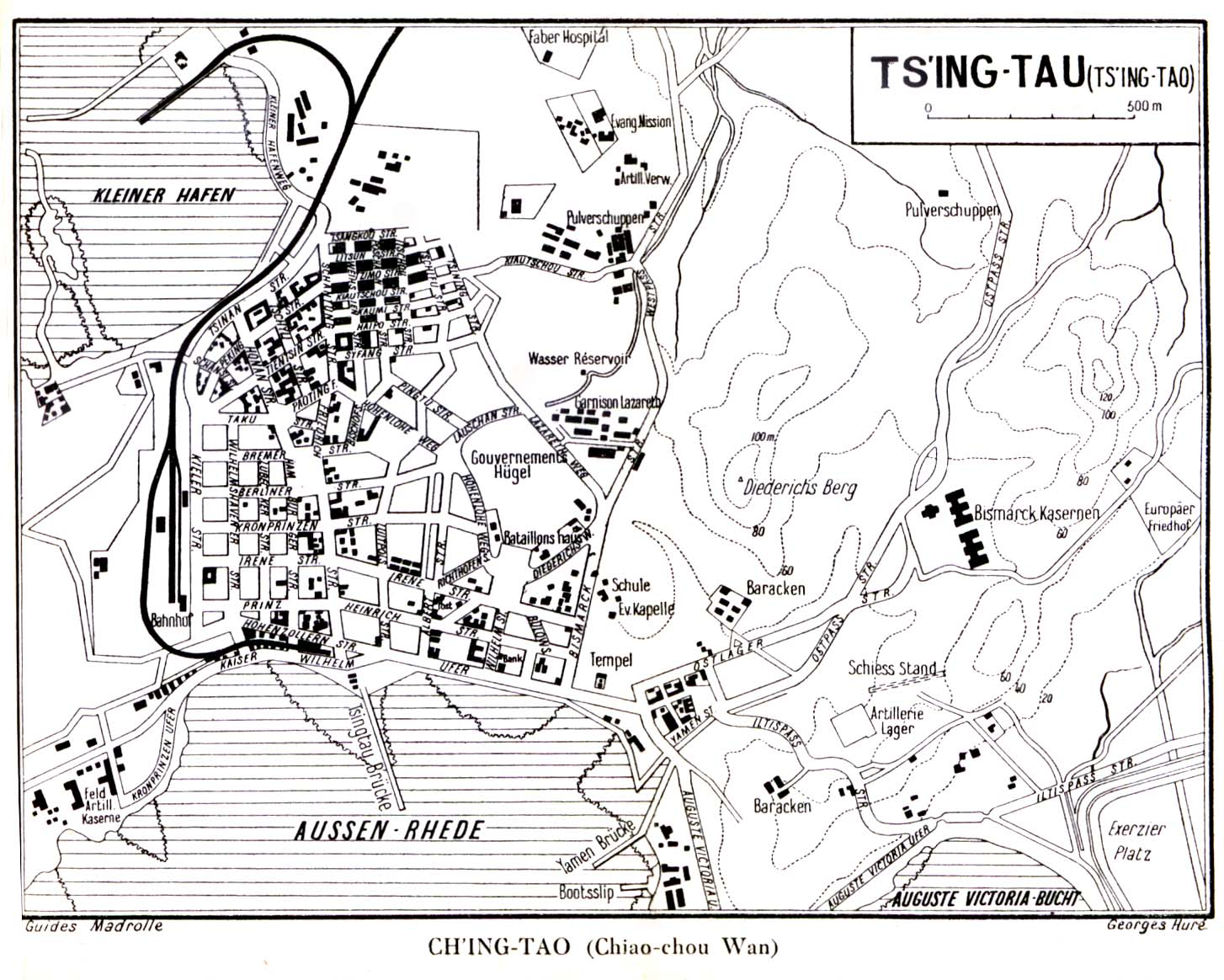
Plan de Tsingtao en 1912.

La Jaguar est alors l'un des trois navires de guerre de la concession allemande, car sa sister-ship la Luchs et d'autres petits bâtiments avaient dû trois jours auparavant donner leurs armes au paquebot Prinz Eitel Friedrich, transformé en croiseur auxiliaire sur ordre du ministère de la Marine, et reparti en mer. Le commandant de bord de la canonnière Tiger prend le commandement de la Jaguar, car son capitaine était resté sur ordre à Shanghai pour se mettre à la disposition de l'escadre allemande d'Extrême-Orient. Le croiseur austro-hongrois SMS Kaiserin Elisabeth et le petit torpilleur allemand S 90 (de) sont donc les seuls avec la Jaguar à assurer la défense du port.
Les Japonais approchent de la concession allemande avec des navires bien plus importants, aussi est-il décidé de couler les autres canonnières désarmées dans le port de Tsingtao dans la nuit du 27 au 28 septembre. Le croiseur austro-hongrois, le torpilleur et la canonnière affrontent donc seuls les navires japonais, le 4 octobre. Le siège de Tsingtao commence et la Jaguar coule le 7 novembre, jour de la reddition. Tous les habitants allemands de la ville sont internés au Japon.

## Commandants

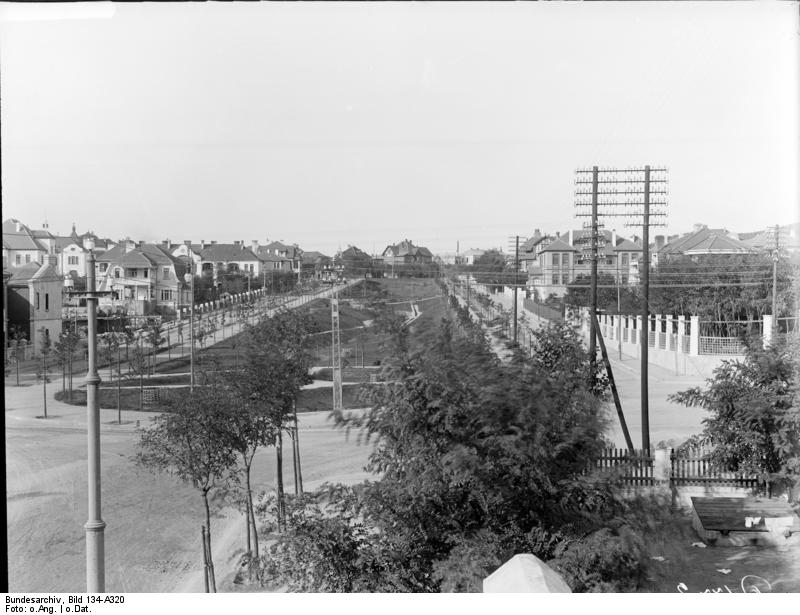
Vue du quartier européen de Tsingtao

- Avril 1899 : lieutenant-capitaine, puis capitaine de corvette Hugo Kinderling (de) (1860-1943)
- Mars 1901 : lieutenant-capitaine Rudolf Berger (1864-?)
- Septembre 1902 : lieutenant-capitaine Max Kühne (de) (1872-1961), en remplacement
- Novembre 1902 : capitaine de corvette Karl Wilbrandt (de) (1864-1928)
- Mars 1904 : capitaine de corvette Adolf Kloebe (1867-1941)
- Mai 1906 : capitaine de corvette-comte Harry von Posadowsky-Wehner (de) (1869-1923)
- Juin 1908 : capitaine de corvette Otto Boland (1871-1942)
- Mai 1909 : capitaine de corvette Ernst Mysing (1874-1940)
- Juin 1911 : capitaine de corvette Ernst Vanselow (1875-1925)
- Novembre 1912 : capitaine de corvette Ludwig Lüring (1876-1941)
- Août 1914 : lieutenant-capitaine Fritz Matthias (1882-?), en remplacement
- Août 1914 : capitaine de corvette Karl von Bodecker (de) (1875-1957), ex-Tiger
- Novembre 1914 : capitaine de corvette Harry Mündel (de) (1876-?)

## Source
- (de) Cet article est partiellement ou en totalité issu de l’article de Wikipédia en allemand intitulé « SMS Jaguar » (voir la liste des auteurs).